# Claude Lapaire
Pour les articles homonymes, voir Lapaire.
 (juillet 2024).
Si vous disposez d'ouvrages ou d'articles de référence ou si vous connaissez des sites web de qualité traitant du thème abordé ici, merci de compléter l'article en donnant les références utiles à sa vérifiabilité et en les liant à la section « Notes et références ».
Claude Lapaire, né le 7 janvier 1932 à Cornol et mort le 9 avril 2024 à Collonge-Bellerive, est un historien de l’art et un muséologue suisse.

## Publications
- « Les constructions religieuses de Saint‑Ursanne et leurs relations avec les monuments voisins, VIIe et XIIIe siècles », dans Francis Salet, Bulletin monumental 1962, t. 120, Porrentruy, 1960 (lire en ligne), chap. 3, p. 307-309
- Handzeichnungen des 15. und 16. Jahrhunderts, Aus dem Schweizerischen Landesmuseum, Berne, 1960
- Trésors du Musée national suisse, Neuchâtel, 1962
- Saint-Ursanne, Neuchâtel, 1962
- Guide des musées suisses, Berne, 1964, nouvelles éditions 1969, 1980, 1984, 1991
- Corpus sigillorum Helvetiae, vol. 1.: Die Siegel der Stadt Burgdorf, Burgdorf, 1968
- Petit manuel de muséologie, Berne, 1983, aussi édition allemande
- Vitraux du Moyen Âge, Genève, 1980
- Cinq siècles de peinture au Musée d'art et d'histoire, Genève, 1983
- Sculptures sur bois du Moyen Âge, Genève, 1986
- Peinture flamande et hollandaise, le regard d'un mécène, Genève, 1989
- Les vitraux de la cathédrale Saint-Pierre de Genève, Genève, 1989
- Peintures du Moyen Âge, Genève, 1992
- Le Musée d'art et d'histoire à Genève, Zurich, 1992 (aussi en allemand et en anglais)
- Maurice Lapaire (1905-1997), peintures et dessins, Genève, 1999
- Rodo, Auguste de Niederhäusern-Rodo, 1863-1913, un sculpteur entre la Suisse et Paris, catalogue raisonné, Berne, 2001[2]
- James Pradier (1790–1852) et la sculpture française de la génération romantique. Catalogue raisonné, Lausanne, 2010 (Prix du livre d’art 2010 du Syndicat national des antiquaires)[3]
- Renouveau médiéval et sculpture romantique, Le retour au Moyen Âge dans la sculpture du XIXe siècle, Paris : Mare et Martin, 2018.
- Cavaliers de bronze, Les statues équestres et éa sculpture entre 1800 et 2020, Paris : Mare et Martin, 2023.